# William Luther Pierce
William Luther Pierce III (11 de septiembre de 1933-23 de julio de 2002) fue un neonazi, supremacista blanco, autor antisemita y comentarista político estadounidense. Durante más de 30 años, fue uno de los individuos de más alto perfil del movimiento nacionalista blanco. Pierce era físico de profesión, escribió las novelas Los diarios de Turner y Hunter; bajo el seudónimo de Andrew Macdonald. La primera ha inspirado múltiples crímenes de odio y el atentado de 1995 en Oklahoma City. Pierce fundó la Alianza Nacional, una organización nacionalista blanca, que dirigió durante casi treinta años.
Nacido en Atlanta en el seno de una familia presbiteriana de ascendencia escocesa-irlandesa e inglesa, Pierce era descendiente de Thomas H. Watts, gobernador de Alabama y fiscal general de los Estados Confederados de América durante la guerra civil estadounidense. Pierce tuvo éxito académico y se graduó en el instituto en 1952. Se licenció en física en la Universidad Rice en 1955, se doctoró en la Universidad de Colorado en Boulder en 1962 y se convirtió en profesor asistente de física en la Universidad Estatal de Oregón ese mismo año. En 1965 dejó su puesto en la Universidad Estatal de Oregón y se convirtió en investigador principal del fabricante aeroespacial Pratt & Whitney en Connecticut. En 1966, Pierce se trasladó a la zona de Washington D. C. y se convirtió en socio de George Lincoln Rockwell, fundador del Partido Nazi Estadounidense, quien fue asesinado en 1967. Pierce se convirtió en colíder de la Alianza Nacional de la Juventud, que se separó en 1974, y Pierce fundó la Alianza Nacional.
La novela de Pierce The Turner Diaries (1978) describe una violenta revolución en Estados Unidos, seguida de una guerra mundial y del exterminio de las razas no blancas. Esta obra, al igual que el resto de sus escritos, se inserta en el aceleracionismo neonazi. Otra novela de Pierce, Hunter (1989) retrata las acciones de un asesino supremacista blanco solitario. En 1985, Pierce trasladó la sede de la Alianza Nacional a Hillsboro (Virginia Occidental) donde fundó la Iglesia de la Comunidad Cosmoteísta para obtener una exención fiscal para su organización. Pierce pasó el resto de su vida en Virginia Occidental presentando un programa semanal, American Dissident Voices, publicando el boletín interno National Alliance Bulletin (antes llamado Action), y supervisando sus publicaciones, la revista National Vanguard (originalmente titulada Attack!), Free Speech and Resistance, así como los libros publicados por su empresa editorial National Vanguard Books, Inc. En alguno de estos medios de presa se explicaba paso por paso las directrices que se debían seguir para construir artefactos explosivos.
En el momento de la muerte de Pierce, en 2002, la Alianza Nacional ingresaba más de un millón de dólares al año, con más de 1.500 miembros y una plantilla nacional remunerada de 17 empleados a tiempo completo. Posteriormente, entró en un periodo de conflicto interno y declive.

## Primeros años y estudios

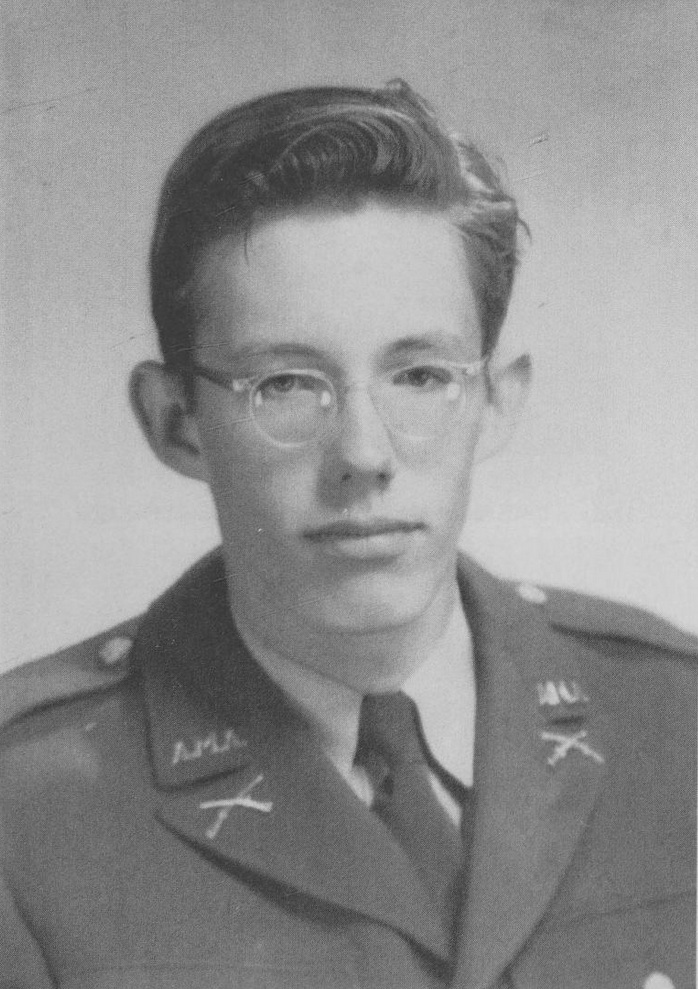
William Luther Pierce a corta edad con el uniforme de su academia militar.

#### Primeros años y educación
William Luther Pierce III nació en Atlanta. Hijo de William Luther Pierce Jr. y Marguerite Farrell, su familia era presbiteriana de ascendencia inglesa y escocesa-irlandesa. El hermano menor de Pierce, Sanders, era un ingeniero nacido en 1936 que más tarde ayudó a Pierce en sus actividades políticas. Su padre nació en Christiansburg, Virginia, en 1892. Su madre nació en Richland, Georgia, en 1910, siendo su familia parte de la aristocracia del Viejo Sur, descendiente de Thomas H. Watts, gobernador de Alabama y fiscal general de los Estados Confederados de América. Tras la guerra civil estadounidense, la familia vivió una existencia de clase trabajadora. El padre de Pierce trabajó una vez como representante del gobierno en buques de carga oceánicos y envió informes a Washington D. C.; más tarde fue gerente de una agencia de seguros, pero murió en un accidente de autos en 1942. Tras la muerte del mayor de los Pierce, la familia se trasladó a Montgomery (Alabama) y luego a Dallas (Texas).
Pierce obtuvo buenos resultados en la escuela, saltándose un curso. Sus dos últimos años de instituto los pasó en la Academia Militar Allen de Bryan, Texas. De adolescente, sus aficiones eran los cohetes a escala, la química, las radios, la electrónica y la lectura de ciencia ficción.
Tras terminar la escuela militar en 1951, Pierce trabajó brevemente en un campo petrolífero como peón. Se lesionó cuando una tubería de 10 cm. le cayó en la mano, y pasó el resto del verano trabajando como vendedor de zapatos. Pierce obtuvo una beca para asistir a la Universidad Rice de Houston. Se graduó en Rice en 1955 con una licenciatura en física. Trabajó en el Laboratorio Nacional de Los Álamos antes de asistir a la escuela de posgrado, inicialmente en Caltech durante 1955-56. En la Universidad de Colorado en Boulder, obtuvo un máster y un doctorado en 1962. Enseñó física como profesor asistente en la Universidad Estatal de Oregón de 1962 a 1965.

#### Primeras actividades políticas

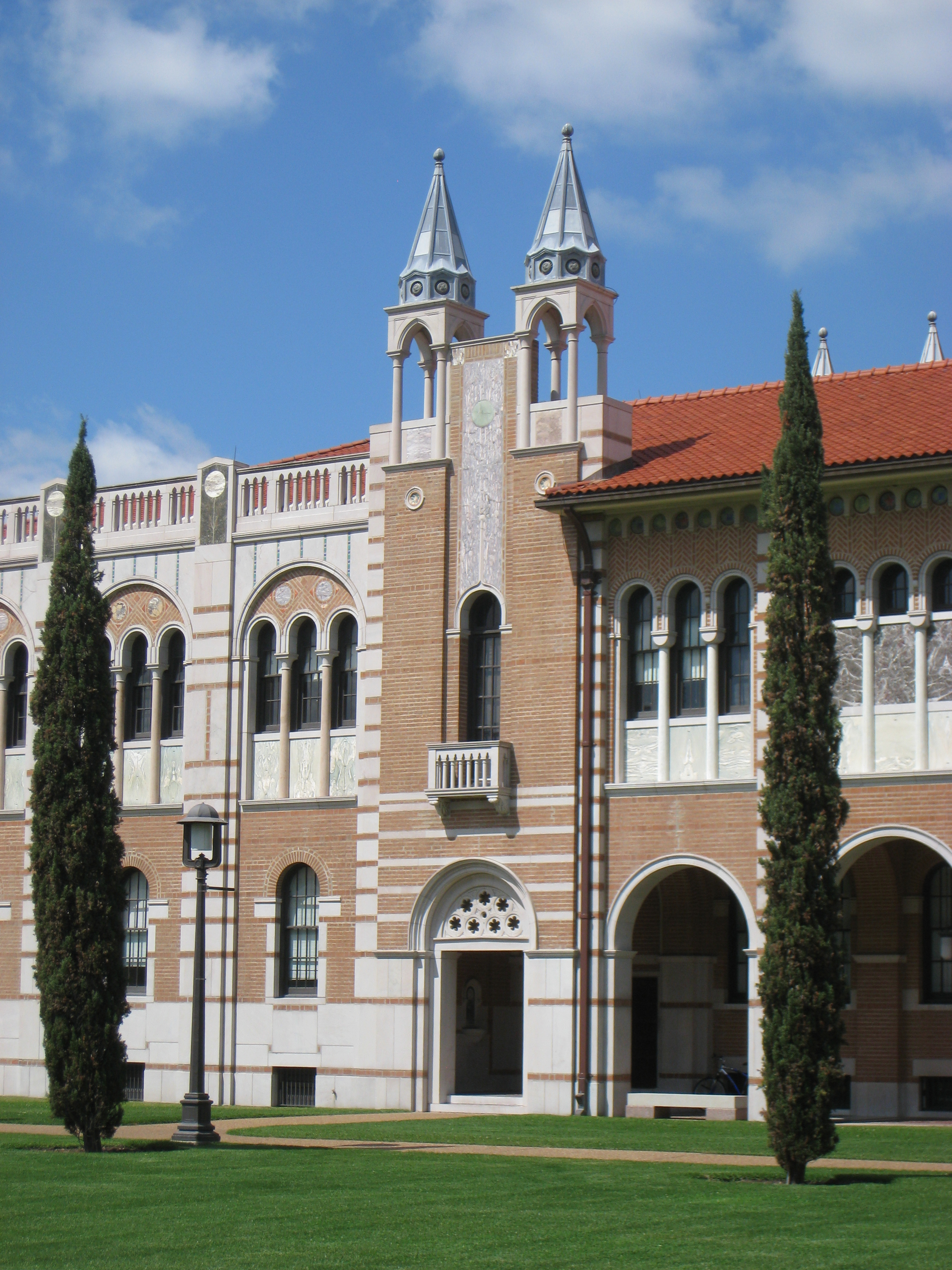
William L. Pierce comenzó sus estudio de física en la Universidad de Rice.

Su mandato como profesor asistente en la Universidad Estatal de Oregón coincidió con el auge del Movimiento por los Derechos Civiles y, posteriormente, de la contracultura. El primero, junto con las protestas contra la guerra de Vietnam, lo consideraba dirigido por judíos. En 1965, para financiar sus ambiciones políticas, Pierce dejó su puesto en la Universidad Estatal de Oregón y se trasladó a North Haven, Connecticut, para trabajar como investigador principal en el Laboratorio de Investigación y Desarrollo de Materiales Avanzados del fabricante aeroespacial Pratt & Whitney.
Tras una breve afiliación anticomunista a la John Birch Society en 1962, dimitió porque dicha sociedad no se implicaba en cuestiones raciales. Tras trasladarse a Washington D. C., se convirtió en socio de George Lincoln Rockwell, fundador del Partido Nazi Estadounidense (sigla ANP en inglés). Durante ese tiempo fue el editor de la revista ideológica trimestral del partido, National Socialist World. Cuando Rockwell fue asesinado en 1967, Pierce se convirtió en uno de los principales miembros del National Socialist White People's Party (Partido Nacional Socialista de los Pueblos Blancos en español, sigla NSWPP), el sucesor del ANP.
En 1968, Pierce abandonó el NSWPP y se unió a Youth for Wallace, una organización que apoyaba la candidatura a la presidencia de George Wallace, antiguo gobernador de Alabama. En 1970, junto con Willis Carto, reconfiguró Youth for Wallace en la National Youth Alliance. Sin embargo, a finales de la década de 1960 había comenzado una compleja disputa entre los dos hombres. En 1971, Pierce y Carto se enemistaron abiertamente y el segundo acusó al primero del robo de la lista de correo del Liberty Lobby. Estas cuestiones provocaron la división de la NYA, y en 1974 el ala de Pierce pasó a llamarse Alianza Nacional. Entre los miembros fundadores de la junta de la Alianza Nacional se encontraba un profesor de clásicas de la Universidad de Illinois, Revilo P. Oliver, que tendría una gran repercusión en la vida de Pierce como asesor y amigo.

#### Alianza Nacional
La Alianza Nacional se organizó en 1974. Pierce pretendía que la organización fuera una vanguardia política que, en última instancia, provocara el derrocamiento del Gobierno Federal de Estados Unidos por parte de los nacionalistas blancos. Pierce pasó el resto de su vida viviendo en Virginia Occidental. Desde este lugar, dirigió un programa de radio semanal, American Dissident Voices, a partir de 1991, el boletín interno National Alliance Bulletin (antes llamado Action), y supervisó sus publicaciones, la revista National Vanguard (originalmente titulada Attack!), Free Speech and Resistance, así como los libros publicados por su empresa editorial National Vanguard Books, Inc. (muchos de los cuales promovían la negación del Holocausto) y la compañía discográfica partidaria del orgullo blanco, Resistance Records, que Pierce apoyó desde su creación alrededor de 1993 y compró por completo en 1999.
Sobre el tema del Holocausto, creía que se había exagerado el número de muertes y que muchos de los detalles habían sido fabricados.
En 1978, alegando que la Alianza Nacional era una organización educativa, Pierce solicitó, y le fue denegada, la exención fiscal por el Servicio de Impuestos Internos de Estados Unidos. Pierce recurrió, pero un tribunal de apelación confirmó la decisión del IRS. Por la misma época, fue entrevistado por Herbert Poinsett en Race and Reason, un programa de televisión por cable de acceso público.
Antisionista, durante la guerra del Yom Kippur intentó obligar a McDonnell Douglas a cancelar los contratos militares que enviaban armamento a Israel, comprando acciones de la empresa y presentando la moción en la junta nacional de accionistas. La empresa rechazó la moción y siguió suministrando armas a Israel. Algunos de los discursos posteriores de Pierce en American Dissident Voices sobre el conflicto árabe-israelí se reprodujeron en publicaciones musulmanas y en sitios web, incluido el del grupo islamista chiita libanés Hezbolá.
En 1985, Pierce trasladó sus operaciones de Arlington (Virginia) a un lugar de 1,40 km² en Mill Point (Virginia Occidental), que pagó con 95 000 dólares en efectivo. En este lugar, fundó la Iglesia de la Comunidad Cosmoteísta. En 1986, la iglesia volvió a solicitar, esta vez con éxito, exenciones fiscales federales, estatales y locales. Perdió la exención de impuestos estatales para todos los acres menos los 60, que debían utilizarse exclusivamente para fines religiosos. La otra parcela de 286 acres (1,16 km²) se utilizaba tanto para la sede de la Alianza Nacional como para el negocio y almacén de National Vanguard Books, y se le denegó la exención fiscal estatal.
En 1990, la serie documental Different Drummer realizó un retrato de Pierce, que se emitió en la PBS. Posteriormente, participó en dos ocasiones en un programa de entrevistas Race and Reality, un programa en directo de la televisión pública por cable presentado por Ron Doggett y emitido desde Richmond (Virginia).
Pierce fue descrito con frecuencia y por múltiples fuentes como neonazi aunque él personalmente rechazaba esta etiqueta. Cuando Mike Wallace le planteó la cuestión en 60 minutes, Pierce calificó el término de calumnia:

Admiro muchas cosas que escribió Hitler, muchos de los programas y políticas que instituyó en Alemania, pero no copiamos ciegamente las políticas o programas de nadie. Hemos formulado nuestro propio programa en vista de la situación a la que nos enfrentamos hoy aquí en Estados Unidos.

En 1998, Pierce colaboró en un documental producido por Discovery Channel sobre el nacionalismo blanco en Estados Unidos. Como líder de la Alianza Nacional, Pierce estableció contactos con otros grupos nacionalistas en Europa, como el Partido Nacionaldemócrata de Alemania y el partido griego Amanecer Dorado. Otros esfuerzos de reclutamiento de Pierce incluyeron un vídeo informativo de 51 minutos titulado America is a Changing Country y la formación de un grupo antiglobalización -la Red de Acción Antiglobalización- para protestar en la cumbre del G8 en Canadá en junio de 2002.
El último discurso público de Pierce fue pronunciado en Cleveland, Ohio, el 28 de abril de 2002. El 23 de julio de 2002 murió de insuficiencia renal, tres semanas después de que se le diagnosticara un cáncer que se le había extendido por todo el cuerpo. En ese momento, la Alianza Nacional ingresaba más de un millón de dólares al año, con más de 1.500 miembros, un personal nacional remunerado de 17 funcionarios a tiempo completo, y era más conocida que en cualquier otro momento de su historia, tras lo cual entró en un periodo de conflicto interno y declive.

## Novelas

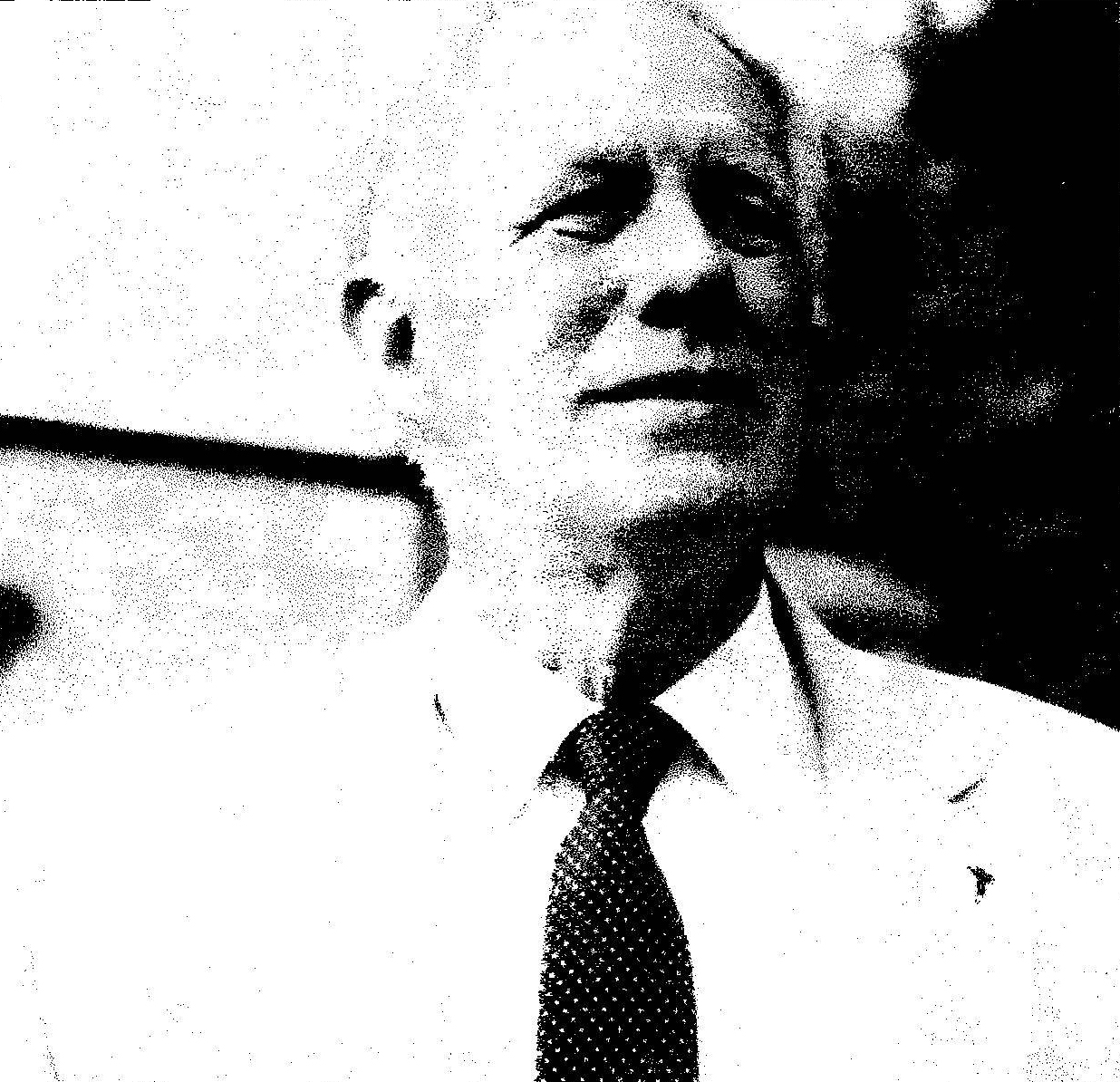
William Luther Pierce.

#### The Turner Diaries
Pierce ganó atención tras el atentado de 1995 en Oklahoma City, ya que el responsable Timothy McVeigh estaba influenciado por The Turner Diaries (1978), la novela escrita por Pierce bajo el seudónimo de Andrew Macdonald. El libro es una descripción gráficamente violenta de una futura guerra racial en Estados Unidos, que incluye una descripción detallada del "Día de la Cuerda", en el que se ahorca en masa a muchos "traidores a la raza" (especialmente los judíos, los homosexuales y los que tienen matrimonios o relaciones interraciales) en las calles públicas de Los Ángeles, seguido de la limpieza étnica sistemática de la ciudad y, finalmente, del mundo entero. Esta violencia y matanza se califica de "terrible pero absolutamente necesaria". La historia se cuenta a través de la perspectiva de Earl Turner, un miembro activo de la resistencia clandestina revolucionaria blanca, llamada La Organización, dirigida por el círculo interno secreto conocido como La Orden (una SS reorganizada).
La parte más relevante para el caso McVeigh se encuentra en un capítulo inicial, cuando el protagonista del libro es encargado de poner una bomba en la sede del FBI. Algunos han señalado las similitudes entre el atentado del libro y el atentado real en Oklahoma City que dañó el edificio federal Alfred P. Murrah y mató a 168 personas el 19 de abril de 1995. Cuando McVeigh fue detenido ese mismo día, se encontraron páginas del libro en su coche, con varias frases resaltadas, entre ellas: "Pero el verdadero valor de todos nuestros atentados de hoy reside en el impacto psicológico, no en las víctimas inmediatas" y "Todavía podemos encontrarlos y matarlos".
Este libro también inspiró a un grupo de nacionalistas blancos revolucionarios a principios de la década de 1980 que se autodenominaron la Hermandad Silenciosa, o a veces simplemente La Orden. La Orden era una rama del grupo Nación Aria. Estaban cansados de ser meros "revolucionarios de salón". La Orden estaba relacionada con numerosos delitos, como la falsificación y el robo de bancos, y supuestamente daba dinero a la Alianza. El líder de la Orden, Robert Jay Mathews, murió en un enfrentamiento con la policía y los agentes federales en Whidbey Island, Washington, cuando la policía disparó bengalas en su escondite, provocando un incendio. Otros miembros de la Orden, incluido David Lane, fueron capturados y enviados a prisiones federales. En 1996 Pierce vendió los derechos del libro al editor judío Lyle Stuart.
El 19 de mayo de 1996, Pierce fue entrevistado en el programa 60 Minutes, durante el cual Mike Wallace le preguntó si aprobaba el atentado de Oklahoma City, a lo que respondió: «No. No, no lo apruebo. Lo he dicho una y otra vez, que no apruebo el atentado de Oklahoma City porque Estados Unidos no está todavía en una situación revolucionaria». Un año antes, en una entrevista telefónica con The Washington Post, se le citó diciendo: «El atentado de Oklahoma City no tenía sentido desde el punto de vista político. El terrorismo sólo tiene sentido si puede mantenerse durante un periodo de tiempo. Un día habrá un terrorismo real y organizado hecho según un plan, destinado a derribar el gobierno».

#### Hunter
En 1989, de nuevo bajo el seudónimo de Andrew Macdonald, Pierce publicó otra novela, Hunter, que cuenta la historia de un hombre llamado Oscar Yeager, veterano de la guerra de Vietnam, que comienza matando a varias parejas interraciales. A continuación, asesina a periodistas, políticos y burócratas liberales en la zona de Washington. En las entrevistas, Pierce calificó a Hunter de más realista, y describió su razón de ser para escribirla como llevar al lector a través de "un proceso educativo".

## Religión
En la década de 1970, Pierce creó la filosofía religiosa del Cosmoteísmo, basada en una mezcla de romanticismo alemán, el concepto darwiniano de la selección natural y la interpretación de Pierce de la obra de teatro de George Bernard Shaw, Man and Superman. 
El Cosmoteísmo fue desarrollado principalmente por William Luther Pierce, el líder de Alianza Nacional, una organización neonazi estadounidense, y el autor de Los diarios de Turner, un libro que narra una futura guerra santa racial en los Estados Unidos y que inspiró el atentado terrorista de Oklahoma City, perpetrado en 1995 por Timothy McVeigh. 
La Liga Antidifamación y el Southern Poverty Law Center afirman que Pierce creó el Cosmoteísmo con el fin de adquirir el estatus de exención fiscal para la Alianza Nacional después de que no lo hubiera conseguido anteriormente, y el SPLC se refiere a él como una "religión falsa".

## Vida personal
Pierce se casó cinco veces. Su primer matrimonio fue con Patricia Jones, una matemática a la que conoció mientras asistía al Instituto Tecnológico de California. Se casaron en 1957 y tuvieron dos hijos gemelos, Kelvin y Erik, nacidos en 1960. Kelvin era ingeniero aeroespacial, mientras que Erik es informático. El matrimonio terminó en divorcio en 1982. Ese mismo año, Pierce se casó con Elizabeth Prostel, a quien conoció en la oficina de la Alianza Nacional en Arlington. El matrimonio terminó en 1985 y Pierce trasladó su sede al sur de Virginia Occidental. En 1986, Pierce se casó con una húngara, Olga Skerlecz. Ella es pariente de Iván Skerlecz, quien fue gobernador de Croacia-Eslavonia; el matrimonio duró hasta 1990. Olga se trasladó a California tras su divorcio. Pierce se casó entonces con otra mujer húngara llamada Zsuzsannah a principios de 1991. Se conocieron a través de un anunció que Pierce puso en una revista femenina húngara destinada a concertar matrimonios internacionales. Zsuzsannah le dejó en el verano de 1996 y se trasladó a Florida. Su último matrimonio en 1997, que terminó con su muerte, fue con otra mujer húngara, Irena.
Pierce falleció de insuficiencia renal en Hillsboro, Virginia Occidental, el 23 de julio de 2002.
En 2020, el hijo de Pierce, Kelvin Pierce, fue coautor de Sins of My Father: Growing Up with America's Most Dangerous White Supremacist (en español, Pecados de mi padre: Creciendo con el supremacista blanco más peligroso de Estados Unidos) que relata sus experiencias con su padre.

#### Obra
Fue autor de dos las novelas, The Turner Diaries y Hunter, bajo el seudónimo de Andrew Macdonald. En 1993, Pierce escribió el guion del cómic New World Order Comix #1: The Saga of White Will, ilustrado por Daniel "Rip" Roush y coloreado por William White Williams.